# Mátalos y vuelve
Mátalos y vuelve (Ammazzali tutti e torna solo) es una película del año 1968 dirigida por Enzo G. Castellari. Se encuadra en el subgénero del spaghetti western. 
Aunque no es de muy buena calidad esta película de Castellari, se nota mucho en ella la influencia de El bueno, el feo y el malo.

## Argumento
Durante la guerra civil estadounidense, Clyde, oficial sudista, recibe la orden de apoderarse de un depósito de oro oculto en un fortín del ejército del norte...